# حبيل الشاعر (طور الباحة)

تعديل مصدري - تعديل

حبيل الشاعر هي إحدى قرى عزلة طور الباحة بمديرية طور الباحة التابعة لمحافظة لحج، بلغ تعداد سكانها 106 نسمة حسب تعداد اليمن لعام 2004.